# Amir Hoszejn Szádegi
Amir Hoszejn Szádegi (perzsául: امیرحسین صادقی; Teherán, 1981. szeptember 6. –) iráni labdarúgó, az élvonalbeli Eszteglál hátvédje.